# والرین و شهر هزار سیاره
والرین و شهر هزار سیاره (انگلیسی: Valerian and the City of a Thousand Planets) فیلمی در ژانر اپرای فضایی به نویسندگی و کارگردانی لوک بسون و به تهیه‌کنندگی همسرش ویرژینی بسون-سیلا است که در سال ۲۰۱۷ منتشر شد. از بازیگران آن می‌توان به دین دی‌هان، کارا دلوین، کلایو اوون، ریانا و کریس وو اشاره کرد. والرین و شهر هزار سیاره در تاریخ ۲۱ ژوئیهٔ ۲۰۱۷ در ایالات متحده به نمایش در آمد، و در ۲۶ ژوئیهٔ ۲۰۱۷ نیز در فرانسه اکران شد.

## خلاصهٔ داستان
داستان فیلم دربارهٔ دو مسئول به نام والرین و لولرین است که در قرن ۲۸ از طرف وزارت دفاع طبق مأموریت آلفا مامور دفاع از محدودهٔ انسان‌ها هستند. وقتی نیروهای تاریک، شهر پر از دانش، فرهنگ و صلح را تهدید می‌کنند، والرین و لولرین مسئول مقابله با این نیروها می‌شوند تا دنیای انسان‌ها از بین نرود و ... .

## مشروح داستان
در قرن بیست‌وهشتم، همکاری میان زمین و گونه‌های فرازمینی باعث شده تا ایستگاه فضایی بین‌المللی گسترش یابد، تا جایی که جرم آن تهدیدی برای ثبات گرانشی زمین به‌شمار می‌آید. ایستگاه به فضای دوردست منتقل می‌شود و به «آلفا» بدل می‌گردد؛ شهری شناور در فضا که محل زندگی ۳۲۳۶ گونه از صدها سیاره است. والرین و لورلین دو شریک کاری در پلیس فدراسیون انسانی متحد هستند.
والرین رؤیایی دربارهٔ سیاره‌ای به نام مول می‌بیند، جایی که نژادی انسان‌نما و کم‌فناوری به جمع‌آوری مرواریدهایی پرانرژی می‌پردازند که با کمک حیوان کوچکی به منبع قابل استفادهٔ انرژی تبدیل می‌شود. ناگهان یک فضاپیمای عظیم روی سیاره سقوط کرده و رویدادی انقراضی رخ می‌دهد. شاهزاده‌خانم سیاره، لیهو-مینا، بیرون از پناهگاه گیر می‌افتد و پیش از مرگ، موجی از انرژی حاوی پیام ذهنی از راه دور ارسال می‌کند.
والرین و لورلین مأموریت دارند آخرین مبدلِ مرواریدِ مول را بازیابی کنند که در دست دلال بازار سیاه، ایگون سیروس، است. در بازاری واقع در سیارهٔ کیریان، که در بُعدی دیگر قرار دارد، والرین جلسه‌ای میان ایگون و دو فرد ناشناس، شبیه همان انسان‌نماهای رؤیای او، را به هم می‌زند؛ آن‌ها نیز به دنبال مبدل هستند. والرین و لورلین مبدل را بازیابی می‌کنند و والرین یک مروارید انرژی‌دار نیز می‌دزدد. آن‌ها درمی‌یابند که مول سی سال پیش نابود شده و اطلاعات آن طبقه‌بندی شده است.
در ایستگاه آلفا، فرمانده آرون فیلیت به آن‌ها اطلاع می‌دهد که مرکز ایستگاه توسط نیرویی ناشناخته به‌شدت آلوده به پرتو شده و سربازانی که به آن منطقه فرستاده شده‌اند بازنگشته‌اند. میزان پرتو نیز رو به افزایش است. والرین و لورلین مأمور حفاظت از فرمانده در اجلاس بین‌گونه‌ای در مورد این بحران می‌شوند. برخلاف خواستهٔ فرمانده، لورلین مبدل را نزد خود نگه می‌دارد.
در جریان اجلاس، انسان‌نماهای مول به فرمانده حمله کرده و او را می‌ربایند. والرین آن‌ها را تا منطقهٔ آلوده دنبال می‌کند اما فضاپیمایش سقوط می‌کند. لورلین با کمک دلال‌های اطلاعاتی فرازمینی، والرین را می‌یابد، اما خودش توسط قبیله‌ای ابتدایی اسیر می‌شود و قرار است به‌عنوان غذای شاه بر سر میز شام برود. والرین با کمک تغییرشکل‌دهنده‌ای به نام «بابِل» به منطقه نفوذ می‌کند. آن دو فرار می‌کنند، اما بابل به‌شدت زخمی شده و می‌میرد. آن‌ها وارد منطقهٔ آلوده می‌شوند، اما متوجه می‌شوند آنجا خطرناک نیست و در آن یک فضاپیمای قدیمی قرار دارد. آن‌ها انسان‌نماهای مول، موسوم به «پرلز» را در کنار فرمانده بی‌هوش می‌یابند.
امپراتور پرلز، هابان لیمای، توضیح می‌دهد که قوم او در صلح زندگی می‌کردند تا اینکه نبردی بین فدراسیون و نژادی بیگانه در سیاره‌شان درگرفت. فرمانده فیلیت دستور شلیک موشک‌های گداخت هسته‌ای را داد که باعث انهدام ناخواستهٔ مول شد. پس از مرگ، شاهزاده لیهو-مینا روح خود را به جسم والرین منتقل کرد. هابان و شماری از بازماندگان در یک فضاپیمای سقوط‌کرده پنهان شدند، آن را تعمیر کردند، فناوری و تاریخ انسان‌ها را آموختند و سپس با کمک لاشهٔ سفینه‌ها به آلفا رسیدند. آن‌ها اکنون برای راه‌اندازی سفینه‌شان و یافتن خانه‌ای نو، به مبدل و یک مروارید نیاز دارند.
فیلیت به نقش خود در این نسل‌کشی اعتراف می‌کند، اما آن را اقدامی ضروری برای پایان جنگ و حفظ اعتبار انسان‌ها در آلفا می‌داند. والرین و لورلین معتقدند او می‌خواهد از پیامدهای اعمالش فرار کند. هنگامی‌که فیلیت رفتاری تهدیدآمیز نشان می‌دهد، والرین او را بی‌هوش می‌کند.
والرین مرواریدی را که از ایگون دزدیده بود به آن‌ها می‌دهد و لورلین او را قانع می‌کند تا مبدل را نیز بازگرداند. هنگامی‌که پرلز آمادهٔ پرتاب سفینه‌شان می‌شوند، ربات‌های نظامی فیلیت به آن‌ها حمله می‌کنند، اما والرین و سربازان وفادار باقی‌مانده ربات‌ها را نابود می‌کنند. سفینهٔ پرلز پرتاب می‌شود و فیلیت دستگیر می‌شود.
در پایان، والرین و لورلین درون یک سفینه فرماندهی و خدمات آپولو سرگردان‌اند. والرین از لورلین خواستگاری می‌کند و او در پاسخ می‌گوید: «شاید»، و آن دو در انتظار نجات باقی می‌مانند.